# Racine d'un polynôme
Pour les articles homonymes, voir Racine.

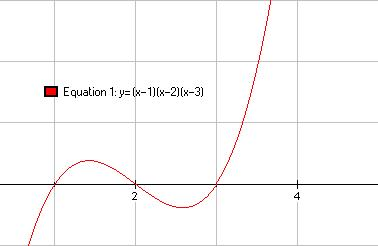
Courbe représentative du polynôme P(x) = (x-1)(x-2)(x-3). Ses racines sont 1, 2 et 3.

En mathématiques, une racine d'un polynôme P est une valeur α telle que P(α) = 0. C'est donc une solution de l'équation polynomiale P(x) = 0 d'inconnue x, ou encore, un zéro de la fonction polynomiale associée. Par exemple, les racines de x2 – x sont 0 et 1.
Un polynôme non nul à coefficients dans un certain corps peut n'avoir de racines que dans un corps « plus gros », et n'en a jamais plus que son degré. Par exemple x2 – 2, qui est de degré 2 et à coefficients rationnels, n'a aucune racine rationnelle mais a deux racines dans ℝ (donc aussi dans ℂ). Le théorème de d'Alembert-Gauss indique que tout polynôme à coefficients complexes de degré n admet n racines complexes (non nécessairement distinctes).
La notion de « racine » se généralise, sous le nom de « zéro », à un polynôme en plusieurs indéterminées.

## Définitions
On considère un polynôme P(X) à une indéterminée notée ici X, à coefficients dans un corps ou plus généralement un anneau commutatif A (les coefficients pouvant donc appartenir à un sous-anneau).

### Définition
Définition — Une racine, dans A du polynôme P est un élément α de A tel que, si l'on substitue à l'indéterminée X la valeur α, on obtient une expression nulle dans A.
Ainsi, le polynôme X2 – 2, à coefficients dans ℚ (donc aussi dans ℝ ou ℂ), ne possède aucune racine dans ℚ mais en possède deux dans ℝ (√2 et –√2) donc aussi dans ℂ. En effet, si l'on substitue √2 ou –√2 à X dans le polynôme, on trouve bien 0.
Étymologie : Le terme de racine provient des traductions en latin de Robert de Chester et de Gérard de Crémone du terme gizr. Le mot gizr signifie « racine », il est traduit en latin par radix. Le terme gizr est utilisé par le mathématicien d'origine perse du VIIIe siècle Al-Khawarizmi, dans son traité Kitâb al-jabr wa al-muqâbala, qui traite pour la première fois de manière exhaustive, du calcul des racines réelles de l'équation du second degré.

### Définition alternative
Définition équivalente — Une racine dans A du polynôme P est un élément α de A tel que P(X) soit divisible par X – α (dans A[X]).
En effet, si P(X) = (X – α)Q(X) alors P(α) = 0 et réciproquement, si P(α) = 0 alors P(X) est égal à P(X) – P(α), combinaison linéaire de polynômes de la forme Xk – αk, tous divisibles par X – α.
Dans l'exemple choisi, l'égalité :
est une autre manière de remarquer que √2 et –√2 sont bien les deux racines du polynôme.

### Définitions connexes
Le simple fait que le polynôme X – α soit unitaire permet — sans supposer A intègre — de définir les notions suivantes :
Ordre de multiplicité, racine simple, racine multiple — Si P est non nul alors, pour tout élément α de A :
- le plus grand entier m tel que P(X) soit divisible par (X – α)m est appelé l'ordre, ou la multiplicité, de α relativement à P ;
- cet entier m est caractérisé par l'existence d'un polynôme Q tel que P(X) = (X – α)mQ(X) et Q(α) ≠ 0 ;
- on dit que α est racine simple de P si m = 1, et racine multiple si m > 1.

Le polynôme X2 – 2 est séparable, c'est-à-dire qu'il n'a aucune racine multiple. Il est de plus scindé sur ℝ, au sens suivant :
Polynôme scindé — Si P est produit de polynômes du premier degré à coefficients dans un corps commutatif L, on dit que le polynôme P est scindé sur L.
P est alors non nul, et son coefficient dominant est le produit des coefficients dominants de ces polynômes du premier degré. Plus généralement, on dit qu'un polynôme non nul de L[X] est scindé sur L s'il est le produit d'une constante et d'un produit (éventuellement vide) de polynômes unitaires du premier degré. Une telle décomposition est alors unique : chaque terme constant de l'un de ces polynômes unitaires du premier degré est égal à l'opposé d'une racine de P dans L, et si cette racine est d'ordre m, ce facteur est répété m fois. Le nombre de ces facteurs est donc égal au degré de P.

## Existence des racines
Toute équation polynomiale réelle de degré impair admet au moins une solution réelle.
C'est une application du théorème des valeurs intermédiaires.
Soient K un corps commutatif et P un polynôme à une indéterminée et à coefficients dans K.
Une extension de K est un corps contenant K ; ainsi, ℝ et ℂ sont des extensions de ℚ.
Une question naturelle se pose, si L1 et L2 sont deux extensions de K sur lesquelles P est scindé, les racines, vues comme éléments de L1, sont-elles « équivalentes » aux racines vues comme éléments de L2 ? Cette équivalence existe : il existe dans L1 une « plus petite » sous-extension, appelée corps de décomposition de P, contenant toutes les racines de P, et de même dans L2, et ces deux sous-extensions de K sont identiques. Dans l'exemple K = ℚ, P = X2 – 2, ce corps de décomposition est l'ensemble des nombres de la forme a + b√2, où a et b sont des nombres rationnels. Cet ensemble s'identifie (par un isomorphisme non unique) à un unique sous-corps de ℝ et du corps ℚ des nombres algébriques. Ainsi, la paire de racines {√2, –√2} incluse dans ℝ peut être considérée comme identique à celle incluse dans ℚ.
Existence des racines — Il existe une plus petite extension L de K, unique à isomorphisme près, telle que P soit scindé sur L. L'extension L est appelée corps de décomposition de P sur K.
Le corps L est tel que le polynôme P est scindé ; en revanche, un autre polynôme à coefficients dans K n'est pas nécessairement scindé sur L. A fortiori, un polynôme à coefficients dans L n'est pas non plus nécessairement scindé sur L. On dit qu'un corps L est algébriquement clos si tout polynôme à coefficients dans L est scindé sur L.
Existence d'une clôture algébrique — Il existe une plus petite extension algébriquement close de K, unique à isomorphisme près. L'extension L est appelée clôture algébrique de K.
Le corps ℂ est algébriquement clos, résultat connu sous le nom de théorème de d'Alembert-Gauss. La clôture algébrique de ℝ est ℂ. Celle de ℚ est le sous-corps ℚ.

## Critère différentiel pour la multiplicité d'une racine
Théorème, — Soient A un anneau commutatif, P un polynôme à coefficients dans A et α une racine d'ordre m de P. Alors :
- α est une racine d'ordre au moins m – 1 du polynôme dérivé P' de P, et même d'ordre exactement m – 1 si m est simplifiable dans A ;
- α est racine de P, P', P'', …, P(m–1) ;
- si m! est simplifiable dans A, α n'est pas racine de P(m).

En particulier :
- une racine de P est multiple si et seulement si elle est aussi racine de P' ;
- si A est un corps de caractéristique 0 alors, pour que α soit une racine d'ordre r de P, il faut et il suffit que P(α), P'(α), P''(α), …, P(r–1)(α) soient nuls et P(r)(α) soit non nul.

Sur un corps de caractéristique p > 0, ce dernier critère n'est pas valide car le polynôme dérivé de Xp est nul.

## Calcul des racines
On peut utiliser la méthode de Muller pour calculer les racines d'un polynôme. On interpole le polynôme P par un polynôme de degré deux : {\displaystyle a_{2}x^{2}+b_{2}x+c_{2}} selon l'interpolation lagrangienne. On retrouve les coefficients en évaluant P en trois points ({\displaystyle x_{0},x_{1},x_{2}}) :
- {\displaystyle a_{2}={\frac {P[x_{0},x_{1}]-P[x_{1},x_{2}]}{x_{0}-x_{2}}}=P[x_{0},x_{1},x_{2}]}
- {\displaystyle b_{2}=P[x_{1},x_{2}]-a_{2}\times (x_{1}+x_{2})}
- {\displaystyle c_{2}=P(x_{2})-a_{2}\times x_{2}^{2}-b_{2}\times x_{2}}

avec : {\displaystyle f[u,v]={\frac {f(u)-f(v)}{u-v}}.}
Mais en utilisant ce polynôme d’approximation, le choix de la racine de ce polynôme est problématique. Müller eut alors l’idée d’utiliser le même polynôme, mais sous la forme : {\displaystyle a_{n}(x-x_{n})^{2}+b_{n}(x-x_{n})+c_{n}} avec {\displaystyle x_{n}} qui va tendre vers la racine. Particularité de cet algorithme : {\displaystyle x_{n}} peut être un nombre complexe. Coefficients :
- {\displaystyle a_{n}=P[x_{n-2},x_{n-1},x_{n}]}
- {\displaystyle b_{n}=P[x_{n-1},x_{n}]-a_{n}\times (x_{n-1}-x_{n})}
- {\displaystyle c_{n}=P(x_{n})}

Cette méthode est autoconvergente : le calcul de la racine va s'affiner petit à petit. On peut donc commencer avec {\displaystyle x_{0}=-1}, {\displaystyle x_{1}=0} et {\displaystyle x_{2}=1} et {\displaystyle n=2}. Tant que le polynôme ne s'annule pas en {\displaystyle x_{n}}, on passe à l'itération {\displaystyle n+1} suivante avec :
- {\displaystyle r={\sqrt {b_{n}^{2}-4a_{n}c_{n}}}}, où {\displaystyle b_{n}^{2}-4a_{n}c_{n}} peut être négatif ou complexe.
  - {\displaystyle d={\frac {-2c_{n}}{b_{n}-r}}} si {\displaystyle |b_{n}+r|<|b_{n}-r|}
  - {\displaystyle d={\frac {-2c_{n}}{b_{n}+r}}} sinon
- {\displaystyle x_{n+1}=x_{n}+d.}

Finalement, le zéro est {\displaystyle x_{n}.}